# Championnat de Formule E FIA 2017-2018
Navigation
2016-2017 2018-2019
Le championnat de Formule E FIA 2017-2018 est la quatrième saison du championnat de Formule E FIA disputé avec des voitures électriques de Formule E. Comportant douze courses réparties en dix manches, il débute le 2 décembre 2017 à Hong Kong pour se terminer le 15 juillet 2018 à New York.
Jean-Éric Vergne devient champion de pilote, tandis qu’après trois ans de dominance par Renault e.Dams, le championnat des constructeurs est remporté par Audi Sport ABT Schaeffler avec seulement deux points d’avances sur Techeetah.

## Repères du début de saison

### Pilotes
Débuts en tant que pilote titulaire
- Luca Filippi chez NIO Formula E Team.
- André Lotterer chez Techeetah.
- Edoardo Mortara chez Venturi Formula E Team.
- Neel Jani chez Dragon Racing.
- Alex Lynn chez DS Virgin Racing. Il avait déjà effectué une pige pour l'écurie lors du ePrix de New York 2017.
- Kamui Kobayashi chez Andretti Formula E Team pour les deux ePrix de Hong-Kong.
- Tom Blomqvist chez Andretti Formula E Team à partir du ePrix de Marrakech.

Transferts
- Nelsinho Piquet part de chez NEXTEV TCR pour rejoindre Jaguar Formula E Team.

Départs
- Stéphane Sarrazin quitte Techeetah après trois saisons en Formule E.
- Robin Frijns quitte Andretti Formula E Team ainsi que la série.
- José María López quitte DS Virgin Racing ainsi que la série.
- Loïc Duval quitte la discipline, après trois saisons avec Dragon Racing.
- Adam Carroll quitte Jaguar Formula E Team après une seule saison.

## Écuries et pilotes
| Écuries                   | Constructeur           | Groupe motopropulseur | no | Pilotes                | Manches   |
| ------------------------- | ---------------------- | --------------------- | -- | ---------------------- | --------- |
| Audi Sport ABT Schaeffler | Spark - Audi           | Audi e-tron FE04      | 1  | Lucas di Grassi        | Toutes    |
| Audi Sport ABT Schaeffler | Spark - Audi           | Audi e-tron FE04      | 66 | Daniel Abt             | Toutes    |
| Renault E-DAMS            | Spark - Renault        | Renault Z.E. 17       | 8  | Nicolas Prost          | Toutes    |
| Renault E-DAMS            | Spark - Renault        | Renault Z.E. 17       | 9  | Sébastien Buemi        | Toutes    |
| Mahindra Racing           | Spark - Mahindra       | Mahindra M4Electro    | 19 | Félix Rosenqvist       | Toutes    |
| Mahindra Racing           | Spark - Mahindra       | Mahindra M4Electro    | 23 | Nick Heidfeld          | Toutes    |
| DS Virgin Racing          | Spark - DS Automobiles | DS Virgin DSV-03      | 2  | Sam Bird               | Toutes    |
| DS Virgin Racing          | Spark - DS Automobiles | DS Virgin DSV-03      | 37 | Alex Lynn              | Toutes    |
| Techeetah                 | Spark - Renault        | Renault Z.E. 17       | 18 | André Lotterer         | Toutes    |
| Techeetah                 | Spark - Renault        | Renault Z.E. 17       | 25 | Jean-Éric Vergne       | Toutes    |
| NIO Formula E Team        | Spark - NIO            | NextEV NIO Sport 003  | 16 | Oliver Turvey          | 1-11      |
| NIO Formula E Team        | Spark - NIO            | NextEV NIO Sport 003  | 16 | Ma Qing Hua            | 12        |
| NIO Formula E Team        | Spark - NIO            | NextEV NIO Sport 003  | 68 | Ma Qing Hua            | 8         |
| NIO Formula E Team        | Spark - NIO            | NextEV NIO Sport 003  | 68 | Luca Filippi           | 1-7, 9-12 |
| Dragon Racing             | Spark - Penske         | Penske EV-2           | 6  | Neel Jani              | 1-2       |
| Dragon Racing             | Spark - Penske         | Penske EV-2           | 6  | José María López       | 3-12      |
| Dragon Racing             | Spark - Penske         | Penske EV-2           | 7  | Jérôme d'Ambrosio      | Toutes    |
| MS&AD Andretti Formula E  | Spark - Andretti       | Andretti ATEC-03      | 27 | Kamui Kobayashi        | 1-2       |
| MS&AD Andretti Formula E  | Spark - Andretti       | Andretti ATEC-03      | 27 | Tom Blomqvist          | 3-8       |
| MS&AD Andretti Formula E  | Spark - Andretti       | Andretti ATEC-03      | 27 | Stéphane Sarrazin      | 9-12      |
| MS&AD Andretti Formula E  | Spark - Andretti       | Andretti ATEC-03      | 28 | António Félix da Costa | Toutes    |
| Venturi Formula E Team    | Spark - Venturi        | Venturi VM200-FE-03   | 4  | Edoardo Mortara        | 1-8, 10   |
| Venturi Formula E Team    | Spark - Venturi        | Venturi VM200-FE-03   | 4  | Tom Dillmann           | 9, 11-12  |
| Venturi Formula E Team    | Spark - Venturi        | Venturi VM200-FE-03   | 5  | Maro Engel             | Toutes    |
| Panasonic Jaguar Racing   | Spark - Jaguar         | Jaguar I-Type II      | 3  | Nelsinho Piquet        | Toutes    |
| Panasonic Jaguar Racing   | Spark - Jaguar         | Jaguar I-Type II      | 20 | Mitch Evans            | Toutes    |

## Calendrier de la saison 2017-2018
| no | Manche                  | Circuit                          | Pays       | Date            |
| -- | ----------------------- | -------------------------------- | ---------- | --------------- |
| 1  | ePrix de Hong Kong      | Circuit de Central Harbourfront  | Hong Kong  | 2 décembre 2017 |
| 2  | ePrix de Hong Kong      | Circuit de Central Harbourfront  | Hong Kong  | 3 décembre 2017 |
| 3  | ePrix de Marrakech      | Circuit Moulay El Hassan         | Maroc      | 13 janvier 2018 |
| 4  | ePrix de Santiago       | Circuit urbain de Santiago       | Chili      | 3 février 2018  |
| 5  | ePrix de Mexico         | Autódromo Hermanos Rodríguez     | Mexique    | 3 mars 2018     |
| 6  | ePrix de Punta del Este | Circuit urbain de Punta del Este | Uruguay    | 17 mars 2018    |
| 7  | ePrix de Rome           | Circuit urbain de l'EUR          | Italie     | 14 avril 2018   |
| 8  | ePrix de Paris          | Circuit des Invalides            | France     | 28 avril 2018   |
| 9  | ePrix de Berlin         | Circuit de Berlin-Tempelhof      | Allemagne  | 19 mai 2018     |
| 10 | ePrix de Zurich         | Circuit urbain de Zurich         | Suisse     | 10 juin 2018    |
| 11 | ePrix de New York       | Circuit urbain de Brooklyn       | États-Unis | 14 juillet 2018 |
| 12 | ePrix de New York       | Circuit urbain de Brooklyn       | États-Unis | 15 juillet 2018 |

## Résultats
| no | Course         | Pole position    | Meilleur tour     | Pilote vainqueur | Écurie gagnante           |
| -- | -------------- | ---------------- | ----------------- | ---------------- | ------------------------- |
| 1  | Hong Kong      | Jean-Éric Vergne | Jérôme d'Ambrosio | Sam Bird         | DS Virgin Racing          |
| 2  | Hong Kong      | Felix Rosenqvist | Lucas di Grassi   | Felix Rosenqvist | Mahindra Racing           |
| 3  | Marrakech      | Sébastien Buemi  | Nelsinho Piquet   | Felix Rosenqvist | Mahindra Racing           |
| 4  | Santiago       | Jean-Éric Vergne | Sam Bird          | Jean-Éric Vergne | Techeetah                 |
| 5  | Mexico         | Felix Rosenqvist | Lucas di Grassi   | Daniel Abt       | Audi Sport ABT Schaeffler |
| 6  | Punta del Este | Jean-Éric Vergne | José María López  | Jean-Éric Vergne | Techeetah                 |
| 7  | Rome           | Felix Rosenqvist | Daniel Abt        | Sam Bird         | DS Virgin Racing          |
| 8  | Paris          | Jean-Éric Vergne | Lucas di Grassi   | Jean-Éric Vergne | Techeetah                 |
| 9  | Berlin         | Daniel Abt       | Daniel Abt        | Daniel Abt       | Audi Sport ABT Schaeffler |
| 10 | Zurich         | Mitch Evans      | André Lotterer    | Lucas di Grassi  | Audi Sport ABT Schaeffler |
| 11 | New York       | Sébastien Buemi  | Daniel Abt        | Lucas di Grassi  | Audi Sport ABT Schaeffler |
| 12 | New York       | Sébastien Buemi  | Daniel Abt        | Jean-Éric Vergne | Techeetah                 |

## Classements de la saison 2017-2018
Système de points
Les points de la course sont attribués aux dix premiers pilotes classés. La pole position rapporte trois points, et un point est attribué pour le meilleur tour en course. Ce système d'attribution des points est utilisé pour chaque course du championnat.
| Position | 1er | 2e | 3e | 4e | 5e | 6e | 7e | 8e | 9e | 10e | Pole | MT |
| Points   | 25  | 18 | 15 | 12 | 10 | 8  | 6  | 4  | 2  | 1   | 3    | 1  |